# Domenico Primerano
Domenico Primerano (Napoli, 29 marzo 1829 – Roma, 26 febbraio 1911) è stato un militare e politico italiano, capo di Stato Maggiore dell'Esercito Italiano.

## Biografia
Allievo della Scuola Militare Nunziatella tra il 1842 ed il 1850, inizia la propria carriera nell'esercito del Regno delle Due Sicilie, per poi passare nell'esercito del Regno d'Italia dopo il 1860.
Protagonista dell'unificazione italiana, è con il conte Raffaele Cadorna uno dei due rappresentanti dell'Esercito Italiano a controfirmare la capitolazione dello Stato della Chiesa a Villa Albani. Primerano viene nominato Maggiore di stato maggiore nel 1861, e mantiene questo incarico anche con la promozione a maggior generale nel 1877. Nel 1885 prende il comando della Divisione Militare di Genova. Successivamente diventa Comandante del terzo Corpo d'Armata di Solbiate Olona (VA). Il 1º dicembre 1893 viene nominato Capo di Stato Maggiore dell'Esercito Italiano, succedendo all'amico e compagno della Scuola Militare Nunziatella, Enrico Cosenz. Lascia l'incarico nel 1896.
Accanto all'attività militare, Primerano svolge attività politica e viene eletto Deputato di Città di Castello nella XVIII legislatura dal febbraio 1894.
Muore a Roma il 26 febbraio 1911.